# Lutz Kühn
Lutz Kühn (* 28. Juli 1951 in Naumburg (Saale); † 20. September 2023) war ein deutscher Politiker (SPD). Er war von 1990 bis 2006 Mitglied des Landtages von Sachsen-Anhalt.

## Leben und Beruf
Lutz Kühn nahm nach seinem Abitur und einer Dreherlehre ein Studium der Technologie der Metallverarbeitenden Industrie an der TH Chemnitz auf. Nach dem Abschluss war er als Konstrukteur im Werkzeugmaschinenbau, in der Industrieforschung im Wissenschaftsbereich Tribologie und als Projektvorbereitungsingenieur für Automatisierungstechnik sowie als Selbständiger im Metallhandwerk tätig.
Kühn war verheiratet und hat ein Kind.

## Partei
Kühn ist ein Gründungsmitglied der Sozialdemokratischen Partei in der DDR (SDP) die sich 1990 mit der SPD vereinigte.
Ende November 2014 beendete er seine Mitgliedschaft aus Protest über eine Regierungsbeteiligung von Die Linke an einer SPD-geführten Regierung in Thüringen. Er begründete diesen Schritt damit, dass er den politischen Erben der SED nicht zur Macht verhelfen wolle.

## Abgeordneter
Lutz Kühn vertrat im Landtag den Wahlkreis  Nebra. Er wurde zuletzt über die Landesliste gewählt und trat 2006 nicht erneut an. Kühn war Vorsitzender des Ausschusses für Kultur und Medien.

## Sonstiges
- Vorstandsvorsitzender des Landesrundfunkausschusses Sachsen-Anhalt von 1991 bis 2007
- Beiratsmitglied der Stiftung „Aufbau Unstrut-Finne“
- Kultursenator des Landes Sachsen-Anhalt seit 2007